# Herniaria amoena
Herniaria amoena är en nejlikväxtart som beskrevs av Celebioglu och Favarger. Herniaria amoena ingår i släktet knytlingar, och familjen nejlikväxter. Inga underarter finns listade i Catalogue of Life.